# Гіодоноподібні
Гіодоноподібні (Hiodontiformes) — ряд костистих риб (Teleostei) надряду Кістковоязикі (Osteoglossomorpha). Представники ряду поширені у прісних водоймах на сході Північної Америки.

## Класифікація
Ряд містить два сучасних види Hiodon alosoides та Hiodon tergisus родини Hiodontidae та представників трьох викопних родів.
Ряд Hiodontiformes
- incertae sedis (викопні роди)
  - † Рід Chetungichthys
  - † Рід Plesiolycoptera
  - † Рід Yanbiania
- Родина Гіодонові (Hiodontidae)